# گو هونگ
گو هونگ (انگلیسی: Gu Hong؛ زادهٔ ۶ نوامبر ۱۹۸۸) بوکسور اهل چین است.
وی در مسابقات کشوری و بین‌المللی در مجموع برندهٔ ۳ مدال طلا، ۳ مدال نقره شده‌است.